# Pterois brevipectoralis
Pterois brevipectoralis là một loài cá biển thuộc chi Pterois trong họ Cá mù làn. Loài này được mô tả lần đầu tiên vào năm 2002.

## Từ nguyên
Từ định danh brevipectoralis được ghép bởi hai âm tiết trong tiếng Latinh: brevis ("ngắn") và pectoralis ("ở ngực"), hàm ý đề cập đến vây ngực của loài cá này ngắn hơn so với Pterois sphex.

## Phân bố
P. brevipectoralis hiện chỉ được biết đến ở bãi ngầm Saya de Malha và Cargados Carajos (đều thuộc chủ quyền của Mauritius và ở Tây Nam Ấn Độ Dương), được thu thập ở độ sâu khoảng 57–90 m.

## Mô tả
Chiều dài cơ thể (tính theo chiều dài chuẩn: standard length) lớn nhất được ghi nhận ở P. brevipectoralis là gần 15 cm. Đầu và thân chủ yếu là màu trắng, lưng và hàm hồng nhạt. Nhiều dải sọc đỏ ở hai bên thân với một dải ngang qua mắt. Nắp mang có đốm đen. Tia vây ngực có nhiều dải màu đỏ ở gần chóp, 6–10 đốm sẫm màu trên màng và viền đen; vây bụng màu đỏ sẫm, vây có viền đen. Vây đuôi và vây lưng có nhiều đốm đen.
Số gai vây lưng: 13; Số tia vây lưng: 10; Số gai vây hậu môn: 3; Số tia vây hậu môn: 6; Số gai vây bụng: 1; Số tia vây bụng: 5; Số tia vây ngực: 15–16.